# Batrachoseps
Genre
Synonymes
- Plethopsis Bishop, 1937

Batrachoseps  est un genre d'urodèles de la famille des Plethodontidae.

## Répartition
Les 21 espèces de ce genre se rencontrent aux États-Unis en Oregon et en Californie et au Mexique dans le nord de la Basse-Californie.

## Liste des espèces
Selon Amphibian Species of the World (3 mars 2014) :
- Batrachoseps altasierrae Jockusch, Martínez-Solano, Hansen & Wake, 2012
- Batrachoseps attenuatus (Eschscholtz, 1833)
- Batrachoseps bramei Jockusch, Martínez-Solano, Hansen & Wake, 2012
- Batrachoseps campi Marlow, Brode & Wake, 1979
- Batrachoseps diabolicus Jockusch, Wake & Yanev, 1998
- Batrachoseps gabrieli Wake, 1996
- Batrachoseps gavilanensis Jockusch, Yanev & Wake, 2001
- Batrachoseps gregarius Jockusch, Wake & Yanev, 1998
- Batrachoseps incognitus Jockusch, Yanev & Wake, 2001
- Batrachoseps kawia Jockusch, Wake & Yanev, 1998
- Batrachoseps luciae Jockusch, Yanev & Wake, 2001
- Batrachoseps major Camp, 1915
- Batrachoseps minor Jockusch, Yanev & Wake, 2001
- Batrachoseps nigriventris Cope, 1869
- Batrachoseps pacificus (Cope, 1865)
- Batrachoseps regius Jockusch, Wake & Yanev, 1998
- Batrachoseps relictus Brame & Murray, 1968
- Batrachoseps robustus Wake, Yanev & Hansen, 2002
- Batrachoseps simatus Brame & Murray, 1968
- Batrachoseps stebbinsi Brame & Murray, 1968
- Batrachoseps wrighti (Bishop, 1937)

## Taxinomie
Le genre Plethopsis a été placé en synonymie avec Batrachoseps par Stebbins et Lowe en 1949.

## Publication originale
- Bonaparte, 1839 : Iconographia della Fauna Italica per le Quattro Classi degli Animali Vertebrati. Tomo II. Amphibi. Fascicolo 26 (texte intégral).